# 全綎九
全 綎九（チョン・ジョング、朝鮮語: 전정구、1932年5月15日 - 2019年11月3日）は、大韓民国の政治家、弁護士。第8・10代韓国国会議員。
本貫は沃川全氏。号は院村（ウォンチョン、원촌）。全挺九（ハングル、読みともに同じ）とも表記される。

## 経歴
日本統治時代の全羅北道長水郡に生まれた。ソウル大学校商科大学経済学科卒業後、ジョージ・ワシントン大学大学院課程修了。高等考試で行政科・司法科合格後は財務部予算局職員、軍法務官、ソウル大学校法大講師、延世大学校行政大学院講師、財務部税制審議委員会委員を歴任した。1971年の第8代総選挙と1978年の第10代総選挙で国会議員に2回当選したほか、1972年1月15日に創立された租税法学会の初代会長、韓日弁護士協議会長、韓国国際租税協会理事長なども務めた。